# David H. Leroy
 David H. Leroy (* 16. August 1947 in Seattle, Washington) ist ein US-amerikanischer Politiker. Zwischen 1983 und 1987 war er Vizegouverneur des Bundesstaates Idaho.

## Werdegang
David Leroy studierte bis 1971 an der University of Idaho. Nach einem Jurastudium an der juristischen Fakultät der New York University und seiner Zulassung als Rechtsanwalt begann er in einer New Yorker Kanzlei in diesem Beruf zu arbeiten. Von 1973 bis 1974 war er stellvertretender Bezirksstaatsanwalt im Ada County. Anschließend war er dort bis 1978 leitender Bezirksstaatsanwalt. Von 1979 bis 1983 übte er als Nachfolger von Wayne L. Kidwell das Amt des Attorney General in Idaho aus. Politisch wurde er Mitglied der Republikanischen Partei.
1982 wurde Leroy an der Seite von John V. Evans zum Vizegouverneur von Idaho gewählt. Dieses Amt bekleidete er zwischen dem 3. Januar 1983 und dem 5. Januar 1987. Dabei war er Stellvertreter des Gouverneurs und Vorsitzender des Staatssenats. Nach seiner Zeit als Vizegouverneur praktizierte er zunächst wieder als Anwalt. Zwischen 1990 und 1993 leitete David Leroy die nur kurzzeitig existierende Bundesbehörde Office of the United States Nuclear Waste Negotiator, die 1995 wieder aufgelöst wurde. Seither ist er wieder als Rechtsanwalt tätig.